# Земсько (Любуське воєводство)
Земсько (пол. Zemsko, нім. Semmritz) — село в Польщі, у гміні Бледзев Мендзижецького повіту Любуського воєводства.
Населення — 426 осіб (2011).
У 1975-1998 роках село належало до Гожовського воєводства.

## Демографія
Демографічна структура станом на 31 березня 2011 року:
|          | Загалом | Допрацездатний вік | Працездатний вік | Постпрацездатний вік |
| -------- | ------- | ------------------ | ---------------- | -------------------- |
| Чоловіки | 219     | 31                 | 170              | 18                   |
| Жінки    | 207     | 33                 | 127              | 47                   |
| Разом    | 426     | 64                 | 297              | 65                   |